# 花魄
花魄（かはく　Hua-po）は、中国に伝わる木の精の一種。3人以上が首吊り自殺した木に、自殺者達の生前の無念が凝り固まって誕生すると言われる。
掌サイズの大きさで、肌の白い美女の姿をしている。
その鳴き声はインコに似ているとされる。
そのまま放っておくと干からびるが、水をかけると元通りになると言う。